# Dora Fabian
Dora Fabian (geb. Heinemann; * 28. Mai 1901 in Berlin; † 1. April 1935 in London) war eine deutsche Sozialistin und Journalistin.

## Leben
Fabians Mutter war Else Levy Heinemann; ihr Vater der Rechtsanwalt Hugo Heinemann, der in politischen Prozessen linke Politiker und Gewerkschafter verteidigte. Seit 1924 war sie mit dem Pazifisten und Widerstandskämpfer Walter Fabian verheiratet. Fabian war Mitglied der SPD und Pazifistin. 1928 wurde sie in Nationalökonomie an der Universität Gießen promoviert.
Als Sozialistin und Pazifistin ging sie 1933 ins Exil. Zunächst lebte sie in der Schweiz in Ascona, wo sie auf die Pazifistin und Frauenrechtlerin Helene Stöcker stieß. Danach floh sie weiter nach London.
Dort unterstützte Fabian auch die Arbeit des Schriftstellers Ernst Toller. Der britische Arbeiterführer Fenner Brockway bezeichnete Dora Fabian als „one of the most courageous persons I have ever met“.
Dora Fabian war eine Schlüsselfigur für wohlinformierte, in die britische Presse lancierte Berichte über die deutsche Aufrüstung. Ob deswegen der doppelte Giftmord in London 1935 mit Mathilde Wurm kein Suizid war, sondern von der Gestapo initiiert wurde, wie die Schriftstellerin Anna Funder vermutet, ist bis heute nicht geklärt.